# Klatter
Klatter es un álbum colaborativo del trío japonés Boris con el músico experimental Merzbow. Fue lanzado en febrero de 2011 por Daymare Recordings.
Originalmente, estaba planeado que el disco fuera lanzado por el sello Troubleman Unlimited en 2007 bajo el título tentativo Mellow Peak, lo que no ocurrió por razones que se desconocen.
Klatter contiene grabaciones alternativas de "Akuma no Uta" y "Naki Kyoku" del álbum Akuma no Uta. También contiene un cover de la canción "Jane-Session" de la banda progresiva alemana Jane.

## Lista de canciones
| N.º | Título         | Duración |  |
| 1.  | «Introduction» | 3:46     |  |
| 2.  | «Akuma no Uta» | 6:39     |  |
| 3.  | «Jane»         | 13:04    |  |
| 4.  | «Klatter 1»    | 6:09     |  |
| 5.  | «Naki Kyoku»   | 14:09    |  |

## Créditos
- Takeshi – voz, bajo, guitarra
- Wata – guitarra
- Atsuo – batería, voz
- Masami Akita – ruidos